# Jean-Yves Marin
Pour les articles homonymes, voir Marin.
Jean-Yves Marin est un archéologue né en 1955 à Caen (Calvados) en France. Il est directeur des Musées d'art et d'histoire de Genève de 2009 à 2019.
Depuis octobre 2020, il est consultant Musée et Patrimoine, conseille et accompagne des projets patrimoniaux et assure des commissairiats d'expositions.
- Valorisation de contenus culturels : Genève (Suisse), Le Mans, 2021 (France), Libreville, 2022 (Gabon).
- Commissariat d'exposition : Bordeaux, 2022 (France), Versoix 2021 (Suisse), Caen (France).
- Enseignement universitaire : Paris (France), Caen (France), Alexandrie (Egypte).

## Biographie
Jean-Yves Marin a fait ses études universitaires à Caen et s’est spécialisé en archéologie urbaine du Moyen Âge - XIe-XIIe siècles.
D’abord archéologue municipal de Caen, il dirige de nombreux chantiers de fouilles et devient conservateur, puis directeur du Musée de Normandie à Caen, jusqu’en 2009.
De 2009 à 2019, il dirige les Musées d’art et d’histoire de Genève composés de différents sites - le Musée Rath, la Maison Tavel, le Cabinet d'arts graphiques et la Bibliothèque d'art et d'archéologie.  
De 2009 à 2011, il dirige le Musée Ariana, musée Suisse de la céramique et du verre.  
Il est également : 
- membre du Conseil scientifique de la Cité du Vin, 2017-2022,Cité du Vin à Bordeaux
- membre du Comité d'orientation pour la rénovation du Musée de l'Homme, 2010-2015, Paris
- membre du Conseil de la Fondation Tatiana Zoubov, 2010-2020, Genève
- Membre du Conseil de la Fondation Gandur pour l’Art, 2010-2016, Genève
- membre du Conseil scientifique du Mémorial de Caen, depuis 2008

Jean-Yves Marin est professeur associé de l'Université Senghor d'Alexandrie depuis 1996 et assure des enseignements dans diverses universités européennes, notamment sur la déontologie et sur les restitutions de biens culturels sujets pour lesquels son expertise est reconnue internationalement, Il est régulièrement sollicité pour participer à des colloques internationaux sur ces thèmes, en tant qu'intervenant ou organisateur dont, à Genève en décembre 2016 pour les 30 ans du code de déontologie de l'ICOM. 
En 2016, à Abou Dhabi, il a participé à la Conférence constitutive de l'Alliance internationale pour la protection du patrimoine dans les zones de conflit (ALIPH-Foundation).
Il est membre du Conseil scientifique du Master of Advanced Studies (MAS) en conservation du patrimoine et muséologie de l'Université de Genève de 2009 à 2019. 
Il s'engage très tôt au sein du Conseil international des musées (ICOM) et devient président du comité français (1992-1998), puis président du Comité International des Musées d’archéologie et d’histoire (1998-2004), ainsi que membre du Comité International de déontologie des Musées (1998-2004).

## Expositions
En qualité de directeur du réseau muséal du Musée d'art et d'histoire de Genève de 2009 à 2019, Jean-Yves Marin a assuré la coordination du programme des expositions. Dans ce cadre, son équipe de conservateurs a mené avec lui une cinquantaine d'expositions et d'accrochages dont :  
- Les sujets de l'abstraction, Musée Rath, 2011
- L'horlogerie à Genève, Musée Rath,  2011/2012
- Héros Antiques, Musée d'art et d'histoire, 2013/2014
- Courbet, les années suisses , Musée Rath, 2014/2015
- Byzance en Suisse, Musée Rath, 2015/2016
- Devenir suisse, Maison Tavel, 2015/2016
- Jean-Pierre Saint-Ours, Musée d'art et d'histoire, 2015/2016
- Hodler // parallélisme, Musée Rath, 2018.

Avec son équipe au Musée de Normandie, il a également mené des nombreuses expositions sur l'histoire de la Normandie et des Normands : 
- Les barbares et la mer. Les migrations des peuples du nord-ouest de l’Europe du Ve au Xe siècle, Caen, 1992
- I Normanni popolo d’Europa. 1030-1200, Rome - Venise, 1993
- Dragons et Drakkars, Caen, 1996
- Les Ailes de Dieu,  Bari -Caen, 2000
- Les Normands en Sicile. XIe – XXIe siècles. Histoire et légendes, Caen, 2006
- Chefs-d’œuvre du gothique en Normandie. Sculpture et orfèvrerie du XIIIe au XVe siècle, Caen - Toulouse, 2008

En tant que  directeur au Musée d'art et d'histoire, Jean-Yves Marin a développé une politique nationale et internationale d'exposition des collections du Musée d'art et d'histoire, avec notamment :  
- Geneva at the Heart of Time - The Origin of Swiss Watchmaking Culture, Pékin (Chine), Capital Museum, 2015. Cette exposition, dont le commissariat était assuré par Estelle Fallet, a été primée en Chine en mai 2016, obtenant le ''Best Cooperation Award" qui récompense les meilleures expositions internationales organisées en Chine[5].
- Peintures flamandes et hollandaises du Musée d'art et d'histoire de Genève, Lens (Suisse), Fondation Pierre Arnaud, 2016 -2017, Lleida (Espagne), Caixa Forum, 2017-2018, Gérone (Espagne), Caixa Forum, 2018[6].
- L’Attention au réel, Caen (France), Musée des Beaux-Arts, 2017
- Baselitz Sottosopra. Xylografie dal Cabinet d’arts graphiques di Ginevra, Carpi (Italie), Palazzo dei Pio, 2017
- D'une rive à l'autre. Voyage autour du Léman, Thonon-les-Bains (France), Musée du Chablais, 2017-2018

## Publications
Jean-Yves Marin est l'auteur de nombreux articles et de comptes-rendus de fouilles archéologiques (Annales de Normandie, Gallia, Archéologie médiévale) et de nombreuses contributions dans des catalogues d’exposition.
- « La représentation de l’Europe dans les expositions » in Museum International Modèle:Nunéro, 2001.
- (en) « What is history museum in Europe today ? » in The issues and challenges ou urban history museums, Séoul, 2003.
- « Le statut des restes humains, les revendications internationales in Le patrimoine culturel religieux, L’Harmattan, Paris, 2008.
- « Rendre le patrimoine colonial » in Musées et collections publiques de France no 254, 2008.
- « Les collections du Musée d'art et d'histoire», une vision encyclopédique », Favre, Genève,  2019.
- « Du musée prédateur au musée normatif » in Actes du colloque : "quel avenir pour les œuvres orphelines ?", Université Genève, 2021
- Enrichir les collections muséales, in revue Art Passionsno 70, Genève, 2022
- "Nulle autre boisson n'aura connu une telle destinée", in catalogue de l'exposition "Boire avec les Dieux", Bordeaux, Hors-série Archeologia n°29, 2021

Il a participé à la rédaction du code de déontologie de l’ICOM édité en 2007et traduit dans une trentaine de langues.
Jean-Yves Marin est également l'auteur de nombreuses tribunes dans les quotidiens français Le Monde, La Croixet Le Figaro ainsi que dans les quotidiens suisses, Le Temps et la Tribune de Genève. 
De 2009 à 2019, il dirige la publication des catalogues d'expositions et des catalogues raisonnés du MAH et assure la direction de la publication de la revue annuelle Genava, qui dès 2017 sera publiée exclusivement en version numérique.

## Distinctions
- Chevalier de la Légion d'honneur (2009)
- Prix spécial pour l’histoire de l’art 1997 de l’Assemblée régionale de Sicile et de l’Académie Siculo-normande
- Officier de l'ordre national du Mérite (2015)[11]